# O Poder Secreto das Pirâmides
O Poder Secreto das Pirâmides, em inglês The Secret Power of Pyramids, é um livro de Bill Schul e Ed Pettit, lançado no Brasil pela Editora Nova Era em 1976.
Os autores descrevem e relatam algumas experiências feitas com pirâmides, a maioria réplicas da Pirâmide de Quéops, no Egito. E constataram - assim como outros investigadores, diga-se: Antoine Bovis, John Hall, Karel Drball e outros - que essa forma geométrica produz efeitos bastante interessantes e de certa forma inusitados. Por exemplo, retardar o processo de putrefação em animais mortos colocados em seu interior, acelerar o crescimento de plantas, conservação de alimentos, etc.
Outro livro foi lançado no mesmo ano, com o mesmo tema: "O Poder Psíquico das Pirâmides"

## Sinopse
Eis alguns das experiências feitas com as pirâmides:
- Como crescem as plantas e germinam as sementes dentro da forma de pirâmide;
- Como a água pode purificar-se no interior da pirâmide;
- Como a energia encontrada dentro do espaço piramidal influencia lâminas de barbear, telas de metal, folhas de alumínio etc.;
- Como se é capaz de rejuvenescer dentro da pirâmide;
- Como a pirâmide pode melhorar a vida sexual de uma pessoa;
- Como a pirâmide ajuda a curar e a controlar a dor.

## Capítulos
- Prefácio
- A Pirâmide: Antiga e Nova Produtora de Milagres
- O Enigma Histórico
- Os Misteriosos Campos de Energia
- As Pirâmides e o poder das plantas
- Efeitos sobre os líquidos
- Efeitos sobre os sólidos
- Poderes Terapêuticos
- Rejuvenescimento
- A Voz da Pirâmide
- A Pirâmide e os estados alteraos da consciência
- Geometria esotérica e grades de energia
- Experiências domésticas
- A Pirâmide: Janela para o Universo